# آمیختن صدا

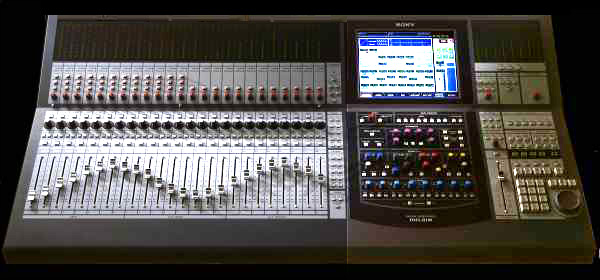
نمونه ابزار آمیختن صدا:Sony DMXR 100 Digital

صدامیزی یا آمیختن صدا یا میکس صدا در ضبط و نشر آواها به فرایندی گفته می‌شود که چندین صدای ضبط‌شده، در یک یا چند کانال صوتی (به‌طور رایج دو کانال استریو می‌باشد) ادغام می‌شود.
در طول فرایند میکس، بلندی و حجم صدا، محتوای فرکانس، دینامیک صوتی، و موقعیت پانورامای صدا دستکاری شده و ارتقا می‌یابد. این فرایند، معاینه‌ای کاربردی، زیبایی شناسانه و خلاقانه محسوب می‌شود و هدف آن تهیه‌ی نسخه‌ای از اثر موسیقایی است که برای شنونده دارای جذابیت است.
فنون مربوط به میکس صدا در صنعت ضبط و نشر موسیقی، سینما، تلویوزیون و اجرای زنده مورد استفاده قرار می‌گیرد. این فرایند به‌طور کلی توسط یک مهندس میکس صدا عملیاتی می‌شود و ابزار کاری آن، یک دستگاه صدا آمیزی و یک محیط کار صوت دیجیتال است.در ابتدا صدای خام را فردی متخصص (صدابردار)سر صحنه فیلمبرداری ضبط میکند سپس آن صداها توسط طراح صدا یا همان صداگذار ادیت و در هم آمیخته میشود و نهایتاً خروجی گرفته میشود.

## صداآمیزی در صنعت موسیقی (میکس موسیقی)
پیش از معرفی تکنولوژی ضبط مولتی ترک، تمام اصواتی موجود در یک قطعه‌ی موسیقی به صورت همزمان و طی یک اجرای زنده در استودیو ضبط می‌شد و اگر ترکیب این اصوات مورد پسند تهیه‌کننده و هنرمندان نبود، و یا یکی از نوازندگان دچار اشتباهی می‌شد، ضبط اثر به صورت مجدد انجام می‌گرفت تا در نهایت ترکیبی مطلوب و متعادل از سازهای مختلف و صدای خواننده حاصل گردد. با این حال، همزمان با ورود تکنولوژی مولتی ترک به صنعت موسیقی، فرایند ضبط موسیقی به شدت تغییر یافته و به سه مرحله‌ی ضبط، اوور دابینگ، و صداآمیزی (میکس) تبدیل شده است.

## فیلم و تلویزیون
میکس صدا برای فیلم و تلویزیون فرایندی است که در مرحله‌ی پساتولید یک فیلم انجام شده و در آن خطوط مختلفی از صدا با یکدیگر ترکیب می‌شوند. در این فرایند حجم صدای منبع صوتی، محتوای فرکانسی آن، دینامیک و موقعیت پانورامیک صدا دچار تغییر شده و کیفیت آن ارتقا می‌یابد. همچنین افکت‌های مختلف صوتی به این ترکیب اضافه می‌شود.
فرایند میکس (صدا آمیزی) صدا در جایگاه میکس ، واقع در یک استودیو یا آمفی تئاتر مخصوص صداآمیزی انجام می‌شود. میکس صدای یک فیلم یا محصول تلویزیونی تنها زمانی آغاز می‌شود که تدوین تصویر آن به پایان رسیده باشد. معمولاً مهندس صدا چهار المان اصلی در فیلم را صداآمیزی می‌کند: صدای بازیگران (دیالوگ بازیگران، گفتارگردانی‌ها و ...)، آمبیانس (اتمسفر و ...)، افکت‌های صوتی (ریورب، اکو، اکوالایز و ...) و موسیقی.

## اجرای زنده
آمیزش صدا (میکس) به صورت زنده از طریق ترکیب منابع تولید صدا به صورت الکتریکی انجام می‌شود. مهندس صدا این فرایند را از طریق یک میز صدا (کنسول میکس) هدایت می‌کند. هریک از منابع صدا امکان پذیرش تنظمیات مجزا را داشته و حجم‌صدا، کیفیت فرکانس و موقعیت پانورامیک و افکت‌های آن قابل تغییر است. در نهایت این کانال‌های صوتی به امپلیفایرها هدایت شده و از طریق بلندگوهای بزرگ پخش می‌شود. مهندس صدا در اجرای زنده المان‌های مختلف صوتی را به گونه‌ای تنظیم می‌کند که مناسب شرایط و نیاز رویداد مربوط باشد.